# هارولد جيفرسون كوليدغ سينيور
هارولد جيفرسون كوليدغ سينيور (بالإنجليزية: Harold Jefferson Coolidge, Sr.)‏ هو محامي أمريكي، ولد في 22 يناير 1870 في نيس في فرنسا، وتوفي في 31 يوليو 1934 في بوسطن في الولايات المتحدة.